# Den Haag Vandaag (televisieprogramma)
Den Haag Vandaag is een Nederlands televisieprogramma van de NOS, dat vanaf de jaren 1970 tot 2010 werd uitgezonden. De ontwikkelingen in politiek Den Haag werden erin verslagen en becommentarieerd en er werden fragmenten uit Kamerdebatten uitgezonden.
Het programma begon in 1968 als rubriek in het NTS programma Scala met onder meer Joop van Os.
In 1970 werd Den Haag Vandaag een zelfstandig programma onder redactie van Henk van Hoorn, Ton Planken en Fred Verbakel. In 1980 trad een nieuwe redactie aan met Han Mulder, Koos Postema en Kees Sorgdrager, die grote zaken versloeg als de parlementaire enquête naar de RSV-werf in 1983-84. In 1986 brak een conflict uit, toen Ton Elias, Cees Gravendaal en Sorgdrager het vertrouwen opzegden in Ferry Mingelen, wiens bijdragen volgens hen te oppervlakkig waren. Den Haag Vandaag, gepresenteerd door Mingelen, werd in 1989 onderdeel van NOS Laat. Dit programma ging in 1992 op in NOVA. Dat werd op zijn beurt in september 2010 opgevolgd door Nieuwsuur, waarin ook het politieke nieuws is opgenomen. De naam Den Haag Vandaag wordt sindsdien niet meer gebruikt.

## Medewerkers
Redacteuren, presentatoren en verslaggevers waren in de loop der jaren onder meer:
- Ton Elias
- Pim van Galen
- Cees Gravendaal
- Hans Hillen
- Henk van Hoorn
- Twan Huys
- Joost Karhof
- Tom Kleijn
- Dirk Kuin
- Ferry Mingelen
- Han Mulder
- Joop van Os
- Ton Planken
- Clairy Polak
- Koos Postema
- Wouke van Scherrenburg
- Hugo Schneider
- Lukas Burgering
- Charl Schwietert
- Kees Sorgdrager
- Fred Verbakel
- Nynke de Zoeten

Tekenaar Jan Frits de Knoop leverde karikaturen van politici.